# Leichtathletik-Weltmeisterschaften 1983/Dreisprung der Männer

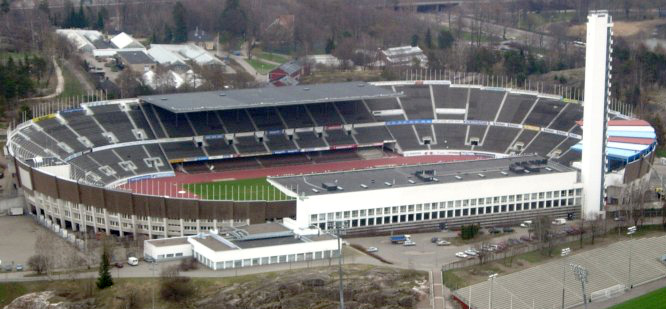
Das Olympiastadion in Helsinki

Der Dreisprung der Männer bei den Leichtathletik-Weltmeisterschaften 1983 fand am 7. und 8. August 1983 in Helsinki, Finnland, statt.
26 Athleten aus 18 Ländern nahmen an dem Wettbewerb teil. Die Goldmedaille gewann der Pole Zdzisław Hoffmann mit 17,42 m, Silber ging an den US-Amerikaner Willie Banks mit 17,18 m, und die Bronzemedaille sicherte sich der nigerianische Afrikameister von 1979 Ajayi Agbebaku mit 17,18 m.

## Rekorde
Vor dem Wettbewerb galten folgende Rekorde:
| Weltrekord               | João Carlos de Oliveira                                                     | 17,89 m                                                                     | Mexiko-Stadt, Mexiko                                                        | 15. Oktober 1975                                                            |
| Weltmeisterschaftsrekord | Es gab noch keine WM-Rekorde, die Veranstaltung wurde erstmals ausgetragen. | Es gab noch keine WM-Rekorde, die Veranstaltung wurde erstmals ausgetragen. | Es gab noch keine WM-Rekorde, die Veranstaltung wurde erstmals ausgetragen. | Es gab noch keine WM-Rekorde, die Veranstaltung wurde erstmals ausgetragen. |

Der WM-Rekord wurde nach und nach auf zuletzt 17,42 min gesteigert (Zdzisław Hoffmann, Polen, im Finale am 8. August 1983).

## Windbedingungen
In den folgenden Ergebnisübersichten sind die Windbedingungen zu den jeweils besten Sprüngen benannt. Der erlaubte Grenzwert liegt bei zwei Metern pro Sekunde. Bei stärkerer Windunterstützung wird die Weite für den Wettkampf gewertet, findet jedoch keinen Eingang in Rekord- und Bestenlisten.

## Legende
Kurze Übersicht zur Bedeutung der Symbolik – so üblicherweise auch in sonstigen Veröffentlichungen verwendet:
| x | Fehlversuch                              |
| w | Rückenwindunterstützung größer als 2 m/s |

## Qualifikation
7. August 1983
Die Qualifikationsweite betrug mindestens 16,60 m um direkt ins Finale einzuziehen. Zehn Athleten schafften diese Marke oder sprangen weiter, sie sind hellblau unterlegt. Die restlichen Springer, die am Finale teilnehmen durften – die Anzahl der Athleten sollte mindestens zwölf sein –, sind jene mit der höchsten gesprungenen Weite unterhalb der Qualifikationsweite, sie sind hellgrün unterlegt.

### Gruppe A
| Platz | Athlet               | Land                   | Weite (m) / Wind (m/s) |
| ----- | -------------------- | ---------------------- | ---------------------- |
| 1     | Ajayi Agbebaku       | Nigeria                | 16,80 / −0,9           |
| 2     | Zdzisław Hoffmann    | Polen                  | 16,72 / −0,3           |
| 3     | Al Joyner            | Vereinigte Staaten     | 16,65 / −0,2           |
| 4     | Henads Waljukewitsch | Sowjetunion            | 16,64 / −0,4           |
| 5     | Willie Banks         | Vereinigte Staaten     | 16,58 / −0,4           |
| 6     | Ján Čado             | Tschechoslowakei       | 16,50 / −1,4           |
| 7     | Bedros Bedrosian     | Rumänien               | 16,43 / −0,5           |
| 8     | Béla Bakosi          | Ungarn                 | 16,41 / −0,3           |
| 9     | Zou Zhenxian         | Volksrepublik China    | 16,17 / +0,3           |
| 10    | John Herbert         | Vereinigtes Königreich | 16,12 / −1,7           |
| 11    | Esa Viitasalo        | Finnland               | 16,03 / −2,2           |
| 12    | Wolfgang Knabe       | BR Deutschland         | 15,61 / −2,0           |
| 13    | Oswald Phillip       | Montserrat             | 13,96 / +0,6           |
| 14    | Laoui Adnan Abou     | Jordanien              | 13,53 / −1,0           |

### Gruppe B
| Platz | Athlet                  | Land                   | Weite (m) / Wind (m/s) |
| ----- | ----------------------- | ---------------------- | ---------------------- |
| 1     | Mike Conley Sr.         | Vereinigte Staaten     | 16,90 / +0,4 CR        |
| 2     | Steve Hanna             | Bahamas                | 16,76 / −1,5           |
| 3     | Peter Bouschen          | BR Deutschland         | 16,71 / −0,8           |
| 4     | Vlastimil Mařinec       | Tschechoslowakei       | 16,57 / +0,2           |
| 5     | Wassili Grischtschenkow | Sowjetunion            | 16,29 / −0,7           |
| 6     | Christo Markow          | Bulgarien              | 16,25 / −0,3           |
| 7     | Keith Connor            | Vereinigtes Königreich | 16,18 / +0,5           |
| 8     | Claes Rahm              | Schweden               | 16,07 / +0,7           |
| 9     | Dan Simion              | Rumänien               | 15,96 / −0,9           |
| 10    | Mamadou Diallo          | Senegal                | 15,67 / −0,2           |
| 11    | José Quiñaliza          | Ecuador                | 15,18 / −0,2           |
|       | Dimitrios Mihas         | Griechenland           | NM                     |
|       | José Salazar            | Venezuela              | DNS                    |

## Finale
8. August 1983
| Platz | Athlet               | Land               | 1. Versuch (m) | 2. Versuch (m) | 3. Versuch (m) | 4. Versuch (m)                           | 5. Versuch (m)                           | 6. Versuch (m)                           | Weite (m) / Wind (m/s) |
| ----- | -------------------- | ------------------ | -------------- | -------------- | -------------- | ---------------------------------------- | ---------------------------------------- | ---------------------------------------- | ---------------------- |
|       | Zdzisław Hoffmann    | Polen              | 16,74          | 16,98          | 17,00          | 17,18                                    | 17,35                                    | 17,42                                    | 17,42 / +0,6 CR        |
|       | Willie Banks         | Vereinigte Staaten | 17,08          | 16,72          | 17,18          | 16,55                                    | x                                        | x                                        | 17,18 / +0,4           |
|       | Ajayi Agbebaku       | Nigeria            | 17,01          | 16,78w         | 16,87          | 13,52                                    | 16,86                                    | 17,18                                    | 17,18 / +1,4           |
| 4     | Mike Conley Sr.      | Vereinigte Staaten | 16,66          | 16,91w         | 17,13          | 16,86                                    | 17,05                                    | 17,07                                    | 17,13 / +1,6           |
| 5     | Vlastimil Mařinec    | Tschechoslowakei   | 16,67          | x              | 17,13          | x                                        | 16,71                                    | x                                        | 17,13 / +1,1           |
| 6     | Ján Čado             | Tschechoslowakei   | 16,45          | 16,40          | 17,01          | 13,69                                    | x                                        | 17,06                                    | 17,06 / +1,4           |
| 7     | Béla Bakosi          | Ungarn             | 16,60          | 16,76          | 16,46          | 16,71                                    | x                                        | 16,83                                    | 16,83 / +0,2           |
| 8     | Al Joyner            | Vereinigte Staaten | 16,76          | 15,98          | 16,58          | 16,20                                    | 16,40                                    | 16,48                                    | 17,76 / +0,2           |
| 9     | Peter Bouschen       | BR Deutschland     | 16,67          | 13,95          | 16,70          | nicht im Finale der besten acht Springer | nicht im Finale der besten acht Springer | nicht im Finale der besten acht Springer | 16,70 / +1,8           |
| 10    | Henads Waljukewitsch | Sowjetunion        | 16,41w         | 16,18          | 16,33          | nicht im Finale der besten acht Springer | nicht im Finale der besten acht Springer | nicht im Finale der besten acht Springer | 16,41 / +3,0           |
| 11    | Bedros Bedrosian     | Rumänien           | x              | 16,18          | 15,95          | nicht im Finale der besten acht Springer | nicht im Finale der besten acht Springer | nicht im Finale der besten acht Springer | 16,18 / +0,3           |
| 12    | Steve Hanna          | Bahamas            | x              | x              | 14,96          | nicht im Finale der besten acht Springer | nicht im Finale der besten acht Springer | nicht im Finale der besten acht Springer | 14,96 / −1,0           |

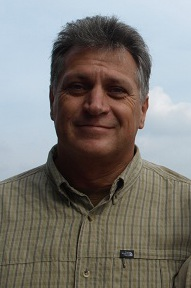
Weltmeister Zdzislaw Hoffmann (auf dem Foto im Jahr 2010)
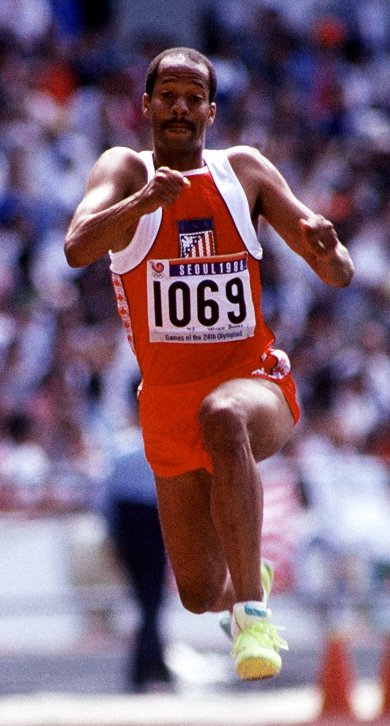
Vizeweltmeister Willie Banks (hier bei den  Olympischen Spielen 1988)
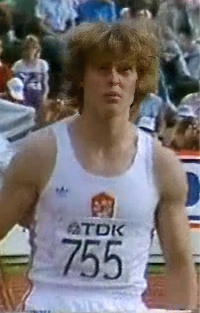
Ján Čado kam auf den sechsten Platz